# 엑스포파크/USC역
엑스포 파크/USC 역 (Expo Park/USC Station)은 로스앤젤레스 군 광역철도의 엑스포선역 중 하나이다. 로스앤젤레스의 유니버시티 파크 근처에 있는 USC 캠퍼스와 엑스포지션 파크 바로 사이에 있는 엑스포지션 대로(Exposition Boulevard)와 트러스데일 파크웨이(Trousdale Parkway)에 위치해 있다. 또한 인근에는 로스앤젤레스 메모리얼 콜리시엄과 뱅크 오브 캘리포니아 스타디움의 관람객을 수송하는 역할도 한다.

## 운행

### 열차 운행 정보
엑스포 선 운행 시간은 매일 약 오전 4시부터 12시 30분까지이다. 메트로 레일은 2012년 4월 28일에 개통
되었고, 정기 운행은 2012년 4월 30일 월요일에 재개되었다.

## 역 구조
| 승강장 | 상대식 승강장, 오른쪽 출입문이 열림 | 상대식 승강장, 오른쪽 출입문이 열림                                         |
| 승강장 | 엑스포선                            | ← 엑스포/버몬트 역 Expo/Vermont Station ← 다운타운 샌타모니카 행 (종착점행) |
| 승강장 | 엑스포선                            | → 제퍼슨/USC 역 Jefferson/USC Station → 7th 스트리트/메트로센터 행 (기점행) |
| 승강장 | 상대식 승강장, 오른쪽 출입문이 열림 |                                                                             |

엑스포 파크/USC 역은 버몬트 가(Vermont Avenue)와 피게로아 가(Figueroa Street) 사이의 중간과, 트러스데일/엑스포지션의 동쪽에 있는 엑스포스 대로의 중앙부에 위치한다. 역 입구는 트루데일/엑스포지션 대로 동쪽에 있다. 역의 승강장은 피게로아 가 아래를 지나는 터널로 노선의 하강을 위해 동쪽으로 약간 경사져 있다.
역의 예술작품은 로버트 플릭(Robbert Flick)이 만들었다. 이름없는 설치물에는 역 근처의대로에서 촬영한 사진이 포함되며 역을 지었을 때의 현지 사람들과 장소에 대해 기록되어있다.

## 인근 역세권
USC 본교 캠퍼스는 역의 북쪽에, 엑스포지션 파크는 역 남쪽에 위치하며, 다음의 명소가 이 역에 자리잡고 있다.
- 서던캘리포니아 대학교(USC) 메인 캠퍼스
- 로스앤젤레스 메모리얼 콜리세움 (USC 트로잔스, 로스앤젤레스 램스 미식축구팀 홈구장)
- 뱅크 오브 캘리포니아 스타디움 (로스앤젤레스 FC 축구팀 홈구장)
- 캘리포니아 아프리카계 미국인 박물관(California African American Museum)
- 루카스 내러티브 미술관(Lucas Museum of Narrative Art) (공사중)
- 캘리포니아 과학 센터
- 엑스포지션 파크(Exposition Park)
- 로스앤젤레스군 자연사 박물관
- 로즈 가든(Rose Garden)

## 건설 배경
엑스포 파크/USC 역(원래는 "USC/엑스포지션 파크"로 제안됨)은 환경 영향 보고서(EIR) 프로세스 중에 메트로 직원이 대중으로부터 의견을 수렴하여 제안하였다. 많은 이해관계자들은 USC 학생/직원 및 엑스포지션 파크 이용객을 위해 편리한 접근을 할 수 있다는 점에서 역의 중요성을 언급했다.
USC 행정부는 경전철이 캠퍼스를 엑스포지션 파크와 분리시킬 것이라 주장하여 엑스포지션 대로를 따라 노면 경전철에 반대하여, 특히 스티븐 샘플(Steven Sample) USC 총장이 프로젝트에 반대했다. 샘플 박사는 이 노선이 USC, 엑스포지션 파크 및 지역 사회 사이에 물리적, 심리적 장벽을 만들어 보행자에게 위험 할 것이라고 우려했다.
그러나 학생과 주민들에 대한 일반적인 정서는 이 노선을 지지하고 있었다. 콜로세움 위원회는 이 역을 지지하는 강력한 입장을 취했고, USC 총학생회도 결의안을 통과시켰다. 결국, 메트로 직원들은 최종 EIR에 엑스포 파크/USC 역을 설계 옵션으로 포함시킴으로써, 역에 대한 자금(추정 500만 달러)을 구할 수 있었고 지역 지원이 있을 경우에만 건설하게 된다. 이 보고서는 또한 엑스포지션/피게로아 거리, 엑스포지션/플라워 거리의 영향을 받은 교차로에서 짧은 터널 구간을 권고했다.
FEIR이 승인되자 엑스포(엑스포지션 메트로 라인 건설국)는 이 역의 자금 확보와 설계 교섭에 힘썼다. 해결되어야 할 또 다른 문제는 캠퍼스를 지나는 세 역에 대한 USC의 특별 건축 요청이었다.
궁극적으로 USC는 역의 비용에 기여하지 않았다. 엑스포는 또한 USC가 요청한 특별한 건축물에 대한 고려사항을 포기했다. 2007년 9월 19일, 메트로 이사회는 역의 비용에 대한 기금을 승인했다(이 기금은 700만 달러로 증가했다). 이로써 이 역은 나머지 1단계와 함께 구축될 수 있었다.

## 역사
과거 이 역에서는 로스앤젤레스 앤드 인디펜던스 및 퍼시픽 일렉트릭 철도의 정류장이었으나, 1953년 9월 30일 샌타모니카 에어라인 폐선과 함께 폐쇄되었다. 이후 2012년 4월 28일 터요일 이 위치에서 엑스포선 개통을 위해 완전히 재건되었다. 2012년 4월 30일 월요일 정기 운행이 재개되었다.
산타모니카 에어라인의 옛 정류장 중 마지막으로 재개통된 역이다. 엑스포선은 이 정류장에서 플라워가를 따라 새로운 우회로를 타고 북쪽으로 이동한다. 원래 에어 라인은 메트로 소유로 유지되며 동쪽으로 파란선으로 이어지지만, 사용 계획은 없다.